# Матюгин, Иван Максимович
Ива́н Макси́мович Матю́гин (9 октября 1907, дер. Никитинская, Вологодская губерния — 15 октября 1943, Репкинский район, Черниговская область) — советский военачальник, командир 43-го стрелкового полка 106-й стрелковой дивизии 65-й армии Центрального фронта, подполковник. Герой Советского Союза (30 октября 1943, посмертно). Погиб в бою.

## Биография
Родился 9 октября 1907 года в деревне Никитинская (ныне — Вожегодский район Вологодской области). Окончил неполную среднюю школу. В 1929 году был призван на службу в Рабоче-крестьянскую Красную Армию. В 1932 году окончил кавалерийскую школу ОГПУ СССР. Служил начальником погранзаставы в Забайкалье.
С февраля 1943 года — на фронтах Великой Отечественной войны, командовал 43-м стрелковым полком 106-й стрелковой дивизии 65-й армии Центрального фронта. Отличился во время битвы за Днепр.
15 октября 1943 года полк Матюгина после артподготовки успешно переправился через Днепр в районе посёлка Радуль Репкинского района Черниговской области Украинской ССР и захватил плацдарм на его западном берегу. Противник предпринял контратаку, но, потеряв три танка и большое количество солдат и офицеров, был вынужден отступить. В рукопашной схватке Матюгин был убит. Похоронен в братской могиле в посёлке Добрянка Репкинского района.
Указом Президиума Верховного Совета СССР от 30 октября 1943 года за «образцовое командование полком при форсировании Днепра и удержании плацдарма на его правом берегу и проявленные при этом личное мужество и героизм» подполковник Иван Максимович Матюгин посмертно был удостоен звания Героя Советского Союза. Также был награждён орденами Ленина, Красного Знамени, Александра Невского.
В его честь названа улица в посёлке Атамановка Читинского района Забайкальского края, установлен памятник в Добрянке, установлен памятник в с. Олочи Нерчинскозаводского района Забайкальского края, где он был начальником пограничной заставы.